# رافاييل فورتادو
رافاييل فورتادو (بالبرتغالية: Rafael Furtado‏) هو لاعب كرة قدم برازيلي، ولد في 9 ديسمبر 1999 في تاوباتي في البرازيل.